# Harry Fragson
Harry Fragson, pseudonimo di Harry Fragmann (Soho, 2 luglio 1869 – Parigi, 30 dicembre 1913), è stato un attore, cantante e compositore inglese.

## Biografia
Harry Fragson, che è stato uno dei cantautori più famosi del Novecento insieme a Félix Mayol, Dranem, Aristide Bruant e Polin, ha coltivato a lungo l'ambiguità sulle sue origini. La pubblicazione dell'estratto del suo atto di nascita nel 2004 ha posto fine a ogni dibattito: è nato a Londra, nel distretto di Soho, da padre francese, Victor Pot, e madre belga, Léontine Winand.
Ha studiato all'Istituto di Commercio di Anversa e ha intrattenuto i suoi compagni suonando al pianoforte melodie alla moda. Non superando gli esami, tentò la fortuna a Parigi e fece un'audizione per il caffè-teatro Quat'z'Arts, dove fu assunto come accompagnatore. Di ritorno da un soggiorno londinese, importò in Francia il ragtime.
Si affermò nei locali di Montmartre, dove suonava il pianoforte e cantava, ed ebbe una brillante carriera nel music-hall in Francia e nel Regno Unito. Innovò accompagnandosi al pianoforte e interpretò un repertorio che spaziò dal comico al romantico. I suoi grandi successi furono La Boiteuse, Reviens, Veux-tu, Les Amis de Monsieur, Je connais une blonde, Si tu veux Marguerite.
Arrivato alla fama, sposò una ballerina del Moulin Rouge, Alice Delysia.
Morì all'ospedale Ambroise Paré di Parigi, all'età di 44 anni, in seguito a una ferita da arma da fuoco sparata dal padre durante una lite. Victor Pot criticò suo figlio per aver avuto una relazione con Paulette Franck.
La cantante e autrice francese Barbara, ha riproposto alcune delle sue canzoni all'inizio della sua carriera e le ha reso omaggio in una delle sue canzoni, Fragson, nell'album discografico Alone (1981).
L'aria della sua canzone Si tu veux Marguerite, viene usata regolarmente durante le manifestazioni di piazza in Francia.

## Opere musicali
- Tendresses d'amants, 1900;
- Amours Fragiles;
- Ah ! C' qu'on s'aimait...;
- L'amour boiteux, 1901;
- La Baya, 1911;
- A la Martinique, 1912;
- Je connais une blonde;
- Les Blondes;
- La Mouyette (ispirato a la Matchiche di Félix Mayol);
- Le Thé Tango;
- Les Jaloux;
- Reviens;
- Souvenir tendre;
- Elle est de Bruxelles.

### Canzoni
- La Boiteuse;
- Reviens;
- Veux-tu;
- Les Amis de Monsieur;
- Je connais une blonde;
- Si tu veux Marguerite.